# هوره (بورکینافاسو)
هوره شهری در شهرستان تیکاره در استان بام در بورکینافاسوی شمالی است و جمعیت آن ۲۴۱۵ نفر است.